# ناحیه اشمول
ناحیه إشمول (به عربی: دائرة إشمول) یک ناحیه در الجزایر است که در استان باتنه واقع شده‌است.